# Ossimetazolina
L'oximetazolina (o ossimetazolina) è un principio attivo.

## Indicazioni
- Trattamento sintomatico di raffreddore, sinusiti, riniti, riniti allergiche, rinofaringiti.[2]
- Trattamento della congestione della congiuntiva (portatori di lenti a contatto o allergia).[2]

## Meccanismo d'azione
L'oximetazolina è un agonista adrenergico, quindi esplica un'azione simpaticomimetica.

## Avvertenze
Durata della terapia
L'oximetazolina è un decongestionante per via inalatoria. La sua somministrazione fino a un massimo di 7 giorni non induce rinopatia iatrogena o da medicamento. La vasocostrizione provocata dall'oximetazolina si instaura rapidamente (entro pochi minuti) e si mantiene per circa 8 ore (meno di un'ora per adrenalina).
Inibitori delle MAO
Non somministrare l'oximetazolina contemporaneamente a inibitori delle MAO per evitare il rischio di crisi ipertensive.
Antidepressivi
Evitare la somministrazione di oximetazolina durante e nelle due settimane successive alla terapia con farmaci antidepressivi.
Terapia prolungata
L'uso protratto di preparati con azione vasocostrittrice, inclusa oximetazolina, può alterare la normale funzione della mucosa del naso e dei seni paranasali, inducendo anche assuefazione al farmaco; può inoltre provocare congestione rebound (peggioramento dell'ostruzione nasale), rinite iatrogena e fenomeni di sensibilizzazione. L'uso prolungato di oximetazolina può comportare ridotta sensibilità dei recettori adrenergici, recettori su cui agisce il farmaco, fino a tachifilassi (diminuzione fino a scomparsa dell'effetto farmacologico dopo somministrazione ripetute di un farmaco a intervalli di tempo brevi). Si raccomanda pertanto di evitare l'uso continuato e prolungato dell'oximetazolina: il trattamento deve essere limitato a 4-5 giorni.
Malattie cardiovascolari
È necessaria cautela nella somministrazione dell'oximetazolina in caso di ipertensione arteriosa, aritmie cardiache, cardiopatie ischemiche. Sebbene l'oximetazolina sia somministrata per inalazione o per via topica nel sacco congiuntivale, non possono essere esclusi a priori effetti sistemici connessi all'attivazione del sistema simpaticomimetico. L'azione sui recettori alfa adrenergici della muscolatura liscia vasale potrebbe comportare un rialzo dei valori pressori con il rischio di comparsa di bradicardia sinusale riflessa da attivazione vagale.
Ipertiroidismo
L'oximetazolina deve essere somministrata con cautela in caso di ipertiroidismo. I farmaci simpaticomimetici stimolano la funzione tiroidea: nei pazienti ipertiroidei potrebbero causare crisi tireotossica (evento raro con la somministrazione topica).
Diabete
La somministrazione di oximetazolina a pazienti diabetici richiede cautela. I farmaci simpaticomimetici stimolano la glicogenolisi aumentando la concentrazione di glucosio nel sangue con il rischio di crisi iperglicemica nei pazienti diabetici. Sebbene l'assorbimento sistemico di oximetazolina somministrata come decongestionante sia minimo, questo evento non può essere escluso del tutto.
Altri decongestionanti nasali
Si raccomanda di evitare l'uso combinato di decongestionanti nasali. L'associazione di oximetazolina con altri decongestionanti nasali per via orale o nasale può aumentare il rischio di eccessiva vasocostrizione.
Pazienti pediatrici
In caso di pazienti in età pediatrica, il rischio di effetti centrali è superiore.
L'ingestione accidentale nei bambini può provocare sedazione spiccata.
Pazienti anziani
La somministrazione di oximetazolina in pazienti anziani può aumentare il rischio di ritenzione urinaria, è consigliabile consultare il medico prima di iniziare il trattamento.
Gravidanza
Studi sull'oximetazolina in gravidanza hanno dimostrato che una singola dose di farmaco non ha alterato la circolazione materna e fetale. Sebbene i decongestionanti per via inalatoria, disponibili come prodotti da banco, siano considerati relativamente sicuri per l'uso in gravidanza, è necessario considerare il possibile effetto rebound (aumento della congestionale nasale) dovuto all'uso eccessivo; utilizzare quindi con cautela i decongestionanti per via inalatoria, inclusa l'oximetazolina, soprattutto nei primi mesi di gravidanza e dopo consultazione medica; non superare dosi e tempi di somministrazione.